# 島田剛太郎

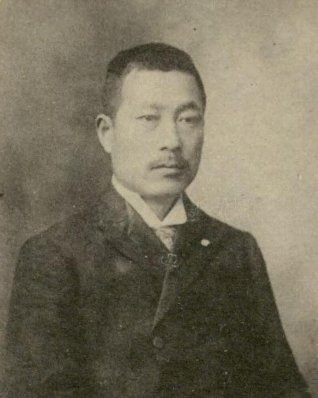
島田剛太郎

島田 剛太郎（嶋田、しまだ ごうたろう / こうたろう、1867年10月12日（慶応3年9月15日）- 1945年（昭和20年）2月28日）は、日本の農商務・内務官僚。官選県知事。

## 経歴
越前国勝山藩士・島田静虎、つるの長男（4男3女）として生まれる。京都で旧制中学校の教育を受けて上京し、大学予備門を経て、1890年、帝国大学法科大学法律学科（英法）を卒業。同年7月15日、農商務省に入省し試補となり参事官室に配属された。
1902年、農商務省参事官に就任。以後、林務官、鉱山監督兼農商務省参事官、臨時葉煙草取扱所建築事務官、林野整理局書記官、林務官兼山林局書記官兼農商務書記官などを歴任し、1907年1月、京都府事務官・第一部長兼第三部長となる。
1907年12月、埼玉県知事に就任。産業、教育の振興に尽力。1913年6月、岐阜県知事に転任。加納高等女学校の開校、米の生産検査の施行などを推進。1917年1月、長崎県知事に転任。労働争議、スペイン風邪の対応などに尽力。1919年4月に知事を辞職し退官した。
退官後、1919年10月に矢作川において電源開発を手掛ける矢作水力の監査役に就任、1936年10月まで在任した。なお、1937年版の興信録に見える役職は矢作水力監査役のみである。

## 栄典
- 1915年（大正4年）11月10日 - 大礼記念章[11]
- 1918年（大正7年）3月20日 - 正四位[12]